# سرجو نويا نوزاده
سرجو نويا نوزاده (بالإيطالية: Sergio Noja Noseda)‏ (1931 - 2008 م) هو مستشرق إيطالي.

## آثاره
من أعمالهِ:
- نشر ترجمة باللغة الإيطالية لأجزاء من صحيح البخاري، أسماها: «أقوال ومآثر نبي الإسلام كما جمعها البخاري»، (تورينو، 1983م).
- «فهرس المخطوطات العربية والفارسية والتركية في المكتبة الوطنية بتورينو»، (تورينو، 1974م).
- «فهرس المخطوطات العربية في المكتبة الملكية بتورينو»، (روما، 1984م).

ولهُ كتب في التاريخ الإسلامي وهي:
- «محمد نبي الإسلام»، (1990 م).
- «توسع الإسلام: من وفاة النبي إلى المغول (632-1258)»، (1993م).
- «عصر الجمود الفكري الإسلامي: من سقوط بغداد إلى هبوط نابليون في مصر»، (1994م).
- «الإسلام الحديث: من احتلال نابليون لمصر إلى انسحاب الجيش الأحمر من أفغانستان»، (1995م).[2]